# Acacia colei
Acacia colei là một loài thực vật có hoa trong họ Đậu. Loài này được Maslin & L.A.J.Thomson miêu tả khoa học đầu tiên.